# Старі Чупти
Старі Чупти́ (рос. Старые Чупты, башк. Иҫке Супты) — присілок у складі Чекмагушівського району Башкортостану, Росія. Входить до складу Новокутовської сільської ради.
Населення — 16 осіб (2010; 23 у 2002).
Національний склад:
- башкири — 96 %